# 喜劇 駅前桟橋
『喜劇 駅前桟橋』（きげき えきまえさんばし）は、1969年2月15日に東宝系で公開された日本映画。カラー。シネマスコープ。東京映画作品。90分。
キャッチコピーは「女上位の昭和元禄! 笑いと色気を満載し 今日も行く駅前航路　男は天国! 女も極楽」。

## 概要
『駅前シリーズ』第24作にして最終作。監督はベテラン・杉江敏男が務めるが、本作は杉江にとっては、最後の映画監督となる。
本作の場所は高松駅や瀬戸内海の島々だが、主役となるのは観光船であり、「駅」を「桟橋」にこじつけた印象が強い。そして最大の特徴は、登場人物の大半が徳之助（森繁久彌）の異母兄弟となっていることである。歌のゲストは三沢あけみ。
しかし映画人気低下には逆らえず、遂に本作をもって『社長シリーズ』、『若大将シリーズ』、『クレージー映画』より一足早く、シリーズの幕を降ろした。

## スタッフ
- 製作：佐藤一郎、奥田喜久丸
- 脚本：池田一朗
- 監督：杉江敏男
- 撮影：岡崎宏三
- 録音：原島俊男
- 整音：西尾昇
- 照明：榊原庸介
- 美術：小島基司
- 音楽：広瀬健次郎
- 編集：広瀬千鶴

## 出演者
- 森田徳之助：森繁久彌
- 森田徳太郎：松山英太郎
- 堺次郎：フランキー堺
- 堺信作：左卜全
- 伴野孫作：伴淳三郎
- 伴野松子：春川ますみ
- 伴野左知子：島かおり
- 伴野市子：平田春美
- 伴野真弓：金田典子
- 伴野町子：沢宏美
- 伴野雪子：島田喜美江
- 伴野悠子：安藤和子
- 松木三平：三木のり平
- 松木克子：京塚昌子
- 松木太平：長沢純
- お玉さん：池内淳子
- 西条まさみ：国景子
- やす子：塩沢とき
- くり子：旭ルリ
- 山さん：小瀬朗
- 亀さん：サトウ・サブロー
- 司会者：三笑亭笑三
- 若い女たち：かしまし娘
- 歌手：三沢あけみ

## 同時上映
『愛のきずな』
- 原作：松本清張／脚本：小川英、坪島孝／監督：坪島孝／主演：園まり／東宝・渡辺プロ作品

## 参考資料
- 「キネマ旬報」478号 84頁